# NGC 1196
NGC 1196 is een lensvormig sterrenstelsel in het sterrenbeeld Eridanus. Het hemelobject werd op 22 november 1835 ontdekt door de Britse astronoom John Herschel.

## Synoniemen
- PGC 11522
- MCG -2-8-42B